# Fan Service (Perfume)
Fan Service [sweet] (Fan Service [sweet]?) è il nono singolo, doppia a-side, del trio j-pop giapponese Perfume. È stato pubblicato il 14 febbraio 2007 dall'etichetta major Tokuma Japan Communications.
Si tratta di un cofanetto in cartoncino contenente un CD con i brani Chocolate Disco e Twinkle Snow Powdery Snow, un DVD con i rispettivi videoclip delle due canzoni, un libro fotografico di 20 pagine e come omake una card di una delle tre componenti del gruppo.
Fan service [sweet] è il primo tassello di un progetto riassuntivo della prima fase della carriera delle Perfume. La serie completa Fan Service è composta da un singolo (questo disco) uscito a San Valentino, un DVD intitolato Fan Service [bitter] uscito il successivo white day, ed un cofanetto intitolato Fan Service ~Prima Box~ pubblicato il San Valentino dell'anno successivo.

## Tracce
Tutti i brani sono testo e musica di Yasutaka Nakata.

Dopo il titolo è indicata fra parentesi "()" la grafia originale del titolo.
1. Chocolate Disco (チョコレイト・ディスコ?) - 3:46
2. Twinkle Snow Powdery Snow (Twinkle Snow Powdery Snow?) - 3:50

### DVD
1. Chocolate Disco (チョコレイト・ディスコ?); videoclip
2. Twinkle Snow Powdery Snow (Twinkle Snow Powdery Snow?); videoclip

## Altre presenze
- Chocolate Disco:
  - 16/04/2008 - GAME
- Twinkle Snow Powdery Snow
  - 16/04/2008 - GAME

## Formazione
- Nocchi - voce
- Kashiyuka - voce
- A~chan - voce